# Luo Guanzhong
En aquest nom xinès, el cognom és Luo.
Luo Guanzhong (xinès tradicional: 羅貫中, xinès simplificat: 罗贯中, pinyin: Luó Guànzhōng, Wade-Giles: Lo Kuan-chung, 1330?-1400?), nascut Luo Ben (罗本), també se'l coneixia amb el seu pseudònim Huhai Sanren (en xinès: 湖 海 散 人; pinyin: Húhǎi Sǎnrén) literalment, l'home ociós dels llacs i els mars. Va ser un escriptor xinès a qui se li atribueix la novel·la del Romanç dels Tres Regnes (三国演义), i haver editat Marge d'Aigua (水浒传), dues de les Quatre Grans Novel·les Clàssiques de la literatura xinesa.

## Identitat
Luo és confirmat que hauria viscut durant el final de la Dinastia Yuan i els principis de la Dinastia Ming pel registre del seu contemporani, el dramaturg Jia Zhongming (賈仲明), que el va conèixer en el 1364. Eixos registres diuen que era de Taiyuan, mentre que historiadors de literatura suggereixen altres possibilitats sobre la seva llar, incloent-hi Hangzhou i Jiangnan. Recerques recents han reduït la seva data de naixement al voltant de 1315-1318.
Aquesta problemàtica al voltant de la identitat de l'autor ha portat a alguns experts a qüestionar-se, fins i tot, la seva relació amb la novel·la més famosa que se li ha atribuït, El Romanç dels tres regnes, argumentant que no es pot demostrar que Luo en sigui l'autor. Les investigacions recents de Chen Liao apunten que, en realitat, existiren dos autors amb el nom Luo Guanzhong. El primer hauria estat un dramaturg provinent de Taiyuan; i l'altre, l'autor de la novel·la dels tres regnes, que provindria de Dongping.

## Obra
Alguns experts pensen que les històries que formen el gruix de Romanç dels tres regnes i marge d'aigua haurien estat desenvolupades un conjunt de narradors independents. Es creu que Shi Nai'an, escriptor situat a cavall dels segles xiii i xiv, podria haver estat ser el primer compil·ador del marge d'aigua i, posteriorment, Luo li hauria donat el format de cent capítols amb què ens ha arribat avui dia. Hi ha cert concens, però, en considerar a Luo com l'autor de Romanç dels tres regnes.
Ping Yaochuan (平妖傳, Píng yāo chuán) és una novel·la shenmo, obra de ficció del gènere fantàstic de déus i dimonis. Aquesta també ha estat atribuïda a Luo i compta amb vint capítols. Es pensa que fou desenvolupada a partir de peces originals de narració basades en una rebel·lió al final de la dinastia Song del Nord, i posteriorment fou ampliat per Feng Menglong fins a comptar amb quaranta capítols.
Luo Guanzhong també ha estat relacionat amb Can Tang Wudai Shi Yanzhuan (殘唐五代史演義傳, Cán táng wǔdài shǐ yǎnyì chuán). Aquest volum és una crònica del final de la dinastia Tang i del període següent de cinc dinasties i deu regnes. Es tracta d'una recopilació de peces de narració basades en la rebel·lió de Zhu Wen.